# Ганно-Опанлинка
Ганно-Опанли́нка — село в Україні, у Нововасилівській селищній громаді Мелітопольського району Запорізької області. Населення становить 265 осіб. До 2020 року — центр Бесідівської сільської ради.

## Географія
Село Ганно-Опанлинка розташоване у південній частині Запорізької області, за 1 км південніше села Бесідівка.

## Історія
Село засноване 1884 року.
23 лютого 2012 року рішенням Запорізької обласної ради центр Бесідівської сільської ради був перенесений з села Бесідівка до Ганно-Опанлинки. Назва сільської ради при цьому не змінилася.
12 червня 2020 року, відповідно до розпорядження Кабінету Міністрів України № 713-р «Про визначення адміністративних центрів та затвердження територій територіальних громад Запорізької області», Бесідівська сільська рада об'єднана з Нововасилівською селищною громадою.
17 липня 2020 року, в результаті адміністративно-територіальної реформи та ліквідації Приазовського району, село увійшло до складу Мелітопольського району.

## Населення
Населення станом на 2001 рік становило 265 осіб.

## Об'єкти соціальної сфери
- Бібліотека[5].